# Peromyscus gymnotis
Peromyscus gymnotis är en däggdjursart som beskrevs av Thomas 1894. Peromyscus gymnotis ingår i släktet hjortråttor, och familjen hamsterartade gnagare. IUCN kategoriserar arten globalt som livskraftig. Inga underarter finns listade i Catalogue of Life.
Peromyscus gymnotis blir 11,2 till 13,3 cm lång (huvud och bål), har en 9 till 11 cm lång svans och väger 31 till 50 g. Bakfötterna är 2,4 till 2,7 cm långa och öronen är 1,7 till 2,0 cm stora. Pälsen på ovansidan har en mörkbrun till svartaktig färg och undersidan är täckt av krämfärgad till vit päls. Vid bröstet förekommer ofta inslag av brun på undersidan. På öronen och på fotsulorna är håren glest fördelade.
Denna gnagare förekommer i en bredare landremsa i Centralamerika vid Stilla havet. Utbredningsområdet sträcker sig från södra Mexiko till södra Nicaragua. Arten vistas i låglandet och i bergstrakter upp till 1675 meter över havet. Habitatet utgörs av städsegröna och lövfällande skogar samt av odlingsmark.
Individerna går på marken eller klättrar i den låga växtligheten. Per kull föds 2 till 4 ungar. Dräktiga honor samt ungar registrerades mellan mars och augusti.